# Ipswich, Massachusetts
Ipswich är en kommun (town) i Essex County i delstaten Massachusetts, USA, med 13 175 invånare (2010). Den har enligt United States Census Bureau en area på 110,1 km² varav 26,9 km² är vatten.

## Kända personer från Ipswich
- Rufus Choate, politiker
- Wikimedia Commons har media som rör Ipswich, Massachusetts.